# Sigfrid Henrici
Sigfrid Carl Henrici (* 10. Mai 1889 in Soest; † 8. September 1964 in Bad Nauheim) war ein deutscher General der Panzertruppe im Zweiten Weltkrieg. Der spätere Generalmajor der Wehrmacht, Rudolf Henrici, war sein jüngerer Bruder.

## Leben
Henrici trat am 2. September 1907 als Fahnenjunker in das 1. Kurhessische Feldartillerie-Regiment Nr. 11 ein. Vom 2. April bis 29. Dezember 1908 kommandierte man ihn zur Kriegsschule nach Metz, wo er am 23. April 1908 zum Fähnrich ernannt wurde. Nach seiner Rückkehr zu seinem Stammregiment folgte am 27. Januar 1909 die Beförderung zum Leutnant. Als solcher fungierte Henrici ab 7. Januar 1913 als Adjutant der in Fritzlar stationierten Reitenden Abteilung.

### Erster Weltkrieg
Mit Ausbruch des Ersten Weltkriegs kam Henrici zunächst mit seinem Regiment an der Westfront zum Einsatz und wurde dort am 24. Dezember 1914 Oberleutnant. Anfang Mai 1915 erhielt er eine Kommandierung als Lehrer am Kriegsschulkursus in Hann. Münden, bis man ihn am 15. Mai 1915 in die Flieger-Ersatz-Abteilung 7 versetzte. Dann absolvierte er eine Ausbildung als Beobachter bei der Flieger-Ersatz-Abteilung 5 in Hannover und diente im Anschluss als Flieger-Beobachter bei der Feldflieger-Abteilung 5. Im März 1916 versetzte man Henrici zur Flieger-Abteilung 72, und ab 6. Oktober 1916 war er Führer der Flieger-Abteilung 245. Als Erster Generalstabsoffizier war Henrici vom 27. Mai bis 28. Juni 1918 im Stab des Kommandeurs der Flieger der 18. Armee und anschließend als Flieger-Referent beim Stab der Heeresgruppe Deutscher Kronprinz tätig. Dort erhielt er am 18. August 1918 seine Beförderung zum Hauptmann. Für seine Verdienste wurde er mit dem Eisernen Kreuzen II. und I. Klasse sowie am 12. Februar 1918 mit dem Ritterkreuz des Königlichen Hausordens von Hohenzollern mit Schwertern ausgezeichnet.

### Zwischenkriegszeit
Nach Kriegsende war Henrici zunächst ab 20. November 1918 Stellvertreter des Verbindungsoffiziers des Kommandierenden Generals der Luftstreitkräfte bei der Obersten Heeresleitung und übernahm diese Position einen Monat später. Vom 29. Januar bis 19. August 1919 war er dem Grenzschutzkommando Ost bzw. der Kommandostelle Kolberg zugeteilt, wurde im Anschluss dem Artillerie-Regiment 11 zur Verfügung gestellt und am 6. September 1919 dorthin versetzt. Am 31. Januar 1920 wurde er offiziell aus dem Heeresdienst entlassen.
In der Zwischenzeit war Henrici am 19. September 1919 als stellvertretender Kommandeur der Schutzpolizei in Kassel zur Polizei übergetreten. Es folgten die Beförderungen zum Major der Polizei (1921), Oberstleutnant der Polizei (1933) und Oberst der Polizei (1935). Von April 1925 bis April 1930 war er Lehrer an der Polizeischule Eiche, danach bis 1932 Kommandeur der Polizeiinspektion Düsseldorf. Am 1. Juli 1933 wurde er als Referent für die Landespolizei ins Reichsministerium des Innern versetzt. Dort war er ab 3. Februar 1934 im Landespolizei-Führungsstab und ab 30. Januar 1935 Chef des Landespolizei-Zentralamtes.
Am 15. Oktober 1935, mit der Eingliederung der kasernierten Landespolizeien in die Wehrmacht, wurde Henrici als Oberst im Heer zunächst dem Stab des Artillerie-Regiments 19 zugeteilt. Am 6. Oktober 1936 wurde er Kommandeur des Artillerie-Regiments 29. Am 10. November 1938 wurde er zum Artilleriekommandeur 16 („Arko 16“) ernannt und am 1. Juni 1939 zum Generalmajor befördert. Bei der Mobilmachung vor dem Beginn des Zweiten Weltkriegs wurde er am 26. August 1939 zum Artilleriekommandeur 30 („Arko 30“) beim XVI. Armeekorps ernannt.

### Zweiter Weltkrieg
In dieser Dienststellung machte er zu Beginn des Zweiten Weltkriegs den Polen- und den Westfeldzug mit. Im November und Dezember 1940 wurde er kurzzeitig mit der Führung der 60. Infanterie-Division (motorisiert) beauftragt. Ihm wurden inzwischen die Spangen zu beiden Eisernen Kreuzen verliehen. Danach diente er wieder als Arko 30.
Am 16. März 1941 wurde er Kommandeur der 16. Infanterie-Division (mot.), mit der er im April am Balkanfeldzug und ab Juni am Angriff auf die Sowjetunion teilnahm. Seine Beförderung zum Generalleutnant erfolgte am 1. Juni 1941. Seine Division stieß nach dem Durchbruch durch die Stalinlinie bei Lubar im Juli und schweren Kämpfen bei Nowo Archangelsk, Swerdlikowo und Dobrowodje im August über Nikolajew und Kriwoi Rog in der Ukraine bis zum Dnepr vor, nahm an der Kesselschlacht bei Uman (3. bis 8. August 1941) und im September an der Schlacht um Kiew teil, und verblieb dann in Winterstellung in der Nähe von Kursk. Henrici wurde am 13. Oktober 1941 für die Erfolge seiner Division während der Kesselschlacht bei Uman mit dem Ritterkreuz ausgezeichnet.
Im Sommer 1942 nahm seine Division am Angriff auf Woronesch teil. Im August 1942 gehörte sie zu den ersten deutschen Verbänden, die auf dem Marsch zum Kaukasus die Grenze nach Asien überschritten. Im Rahmen der 1. Panzerarmee und der im August neu gebildeten Heeresgruppe A hatte die 16. Infanterie-Division den Auftrag, die linke Flanke der Front mit befestigten Stützpunkten in der Kalmückensteppe zu sichern. Henrici sandte Ende August/Anfang September 1942 Panzeraufklärer zur Erkundung bis nach Astrachan, diese drangen dann am 16. September 1942 bis an die Panzergräben von Sadowska am Unterlauf der Wolga vor. Für diesen schnellen und weiten Vorstoß erhielt die Division den Spitznamen „Windhund-Division“.
Am 13. November 1942 wurde Henrici mit der Führung des XXXX. Panzerkorps beauftragt. Mit seiner Beförderung zum General der Panzertruppe am 1. Januar 1943 wurde er auch Kommandierender General dieses Korps. Bei den Kämpfen um den Dnjepr-Brückenkopf bei Saporoschje wurde er im Oktober 1943 schwer verwundet und zur Genesung in die Führerreserve versetzt. Am 13. August hatte er das Deutsche Kreuz in Gold erhalten und am 9. Dezember 1943 wurde ihm für die Leistungen seines Korps das Eichenlaub zum Ritterkreuz verliehen. Im Frühjahr 1944 übernahm er den Festland-Stab Krim, und am 3. September 1944 wurde er wieder Kommandierender General des XXXX. Panzerkorps, das er bis Kriegsende führte.

### Nachkriegszeit
Am 9. Mai 1945 kam Henrici in sowjetische Kriegsgefangenschaft, aus der er am 6. Oktober 1955 entlassen wurde.